# Чичба, Алексей Чантович
Алексей Чантович Чичба (25 мая 1925, Ачандара, Абхазская ССР — 1996) — советский и абхазский композитор, музыкальный педагог и музыковед

. Один из основоположников абхазской профессиональной музыки, заслуженный деятель искусств Абхазии, член Союза композиторов СССР.

## Биография
Алексей Чичба родился 25 мая 1925 года в селе Ачандаре Гудаутского района в многодетной крестьянской семье.
Участвовал в различных хоровых коллективах: и школьных, и районного масштаба.
В 1937 году арестовали его отца, затем старшего брата, в ходе репрессий в республике. В Великой Отечественной войне пропал без вести брат композитора.
В 1945-46 учебном году в абхазских школах было введено обучение на грузинском языке. К этому времени Алексей Чичба попал под агентурное наблюдение НКВД из-за… «провокационных разговоров, направленных на срыв мероприятий партии и правительства, путём вызова недовольства со стороны абхазского населения». Его фамилия фигурировала в документе под названием: «Справка по наблюдению над антисоветским буржуазно-националистически настроенным элементом, из числа абхазской национальности».
С 1948 г. по 1956 г. — художественный руководитель Гудаутского ансамбля песни и танца.
В 1957 году в Тбилиси должна была пройти Декада абхазского искусства. Решением правительства Абхазии Алексея Чичба переводят на работу в Государственный ансамбль Абхазии руководителем и главным дирижёром. Но ему пришлось вскоре оставить этот пост, несмотря на то что удалось в кратчайший срок, за полгода, тщательно подготовить программу для участия в декаде.
Поступает в Тбилисскую консерваторию на теоретико-композиторский факультет, в курс композитора Андрея Баланчивадзе.
В 1964 году Чичба возвращается в Сухум, где начинается период его активной творческой и общественной деятельности. Его назначают директором Сухумского музыкального училища, на посту которого он находится до 1972 года.
В стенах училища с помощью известных деятелей музыкальной культуры А. Позднеева и Л. Джергения стали успешно действовать оперная студия и студенческий симфонический оркестр, которые в дальнейшем стали основой двух творческих коллективов Абхазии — Государственной хоровой капеллы и Государственного симфонического оркестра.
В 1967 году А. Чичба с помощью преподавателей и студентов музучилища организовал оперную студию, состоящую из 25 исполнителей и студенческого симфонического оркестра. Как пишет Мери Хашба, это была единственная оперная студия в СССР при музучилище, так как такие студии обычно создавались при оперных театрах. Впоследствии на базе этой оперной студии были созданы государственная хоровая капелла и государственный симфонический оркестр.
Для повышения профессионального уровня певцов хоровой капеллы он инициировал приглашение дирижёра Вадима Судакова в Абхазию.
В 1971 году при активном участии Чичба был создан Союз композиторов Абхазии.
Во время абхазско-грузинского конфликта только в конце октября 1992 года покинул дом, расположенный на линии фронта.
Скончался в 1996.

## Музыкальные сочинения
Алексей Чичба автор песен «Уарада» и «Белая кофточка», оперы «Шансоу», симфоний «Санчарская битва» и «Обрядовая», вокально-симфонических произведений «Аспны» и «Герои Киаразаа» и многих других сочинений.
оратория «Герои Киараза»
симфоническая поэмы «Абрскил»
музыка к фильму Николая Мащенко «Сотворение», в котором главную роль сыграл писатель Джума Ахуба.

## Критика
Его музыка наполнена образами величественной природы Абхазии, выступающей как единая и монолитная горная гряда с девственными лесами и заснеженными вершинами. В ней слышен могучий рокот стремительных горных рек и мощь героико-эпических песен. И это не удивительно, ведь прекрасная живописная природа и родной фольклор были той основой, на которой развился талант композитора. -Аида Ашхаруа

## Память
За вклад в национальную музыкальную культуру имя композитора присвоено Сухумскому государственному музыкальному училищу.

## Семья
Дети:
Сын - Чичба Игорь Алексеевич (род. 1953)
Сын - Чичба Азамат Алексеевич (род. 1957)

## Дискография
1982 — Симфоническая музыка композиторов Абхазии (Мелодия)
Сторона 1
П.Петров Концерт для фортепиано №1 с оркестром в трёх частях
К. Ченгелия. Абхазское каприччио
Р. Гумба. Радость, Симфоническая картинка
Алла Отырба, фортепиано
Симфонический оркестр телевидения и радио Грузии
Дирижер Анатолий Хагба
Сторона 2
Л. Чепелянский. Дмитрий Гулия, поэма
М. Берикашвили. Песнь раненого
А. Чичба. Интермеццо
Симфонический оркестр телевидения и радио Грузии
Дирижер Тариел Дугладзе